# Hola (álbum de Los Fabulosos Cadillacs)
Hola, es el segundo álbum en vivo de la banda argentina, Los Fabulosos Cadillacs. Este álbum fue lanzado al mismo tiempo que Chau, ambos fueron registrados durante los conciertos que la banda brindo en el Estadio Obras Sanitarias en Argentina. El concierto incluye los temas más exitosos de la banda así como también la reunión con algunos de los antiguos miembros.

## Historia

### Grabación y lanzamiento
En este concierto, algunas canciones fueron reversionadas con respecto a las originales: a algunos de ellos se les da un sonido más afilado, pero otros tienen largos pasajes instrumentales (tales como "Piraña, Todos Los Argentinos Somos D.T.", el cual tiene un break de percusión), otros tienen un sonido más rápido (como "Vasos Vacíos", en la que el público y Vicentico alternan las partes cantadas por Celia Cruz). Además, algunas canciones contienen secciones habladas por Vicentico, lo más memorable ocurre en "Basta de Llamarme Así" en el que explica la historia de la canción a la audiencia, y "Los Condenaditos", en la que pronuncia un discurso pidiendo el cierre de un despertar social.
Ambos álbumes fueron un gran éxito comercial al ganar medallas de oro en México y en Argentina. Supuestamente este show sería una magnífica despedida de la banda en ese momento. Sin embargo, los fanes se quedan con las últimas palabras de Vicentico diciendo: "Nos veremos pronto, muy, muy pronto"

### Recepción

#### Hola
Victor W. Valdivia de Allmusic puntuo el álbum con 3 estrellas declarando "Hola, es una de las mejores presentaciones en vivo. Por un lado, la lista de canciones está muy bien elegida. En lugar de confiar en el más reciente álbum de la banda (por la cual se encontraban de gira), para estos shows repasan toda su carrera, llegan hasta su primer álbum y recogen muchos temas clásicos de todos los álbumes en el medio"...Algunos temas ya fueron hechos para una audiencia en vivo y son predeciblemente superlativos, los que no de todas formas revelan una fuerza en directo. "Calaveras y Diablitos" se convierte sublime cuando lo acompaña de la audiencia, mientras que "Yo Quiero Morirme Acá" la cual sonaba delgada y vacilante en su versión original, se convierte musculosa y fuerte en el escenario. No es exactamente lo mismo que presenciar un concierto en vivo, pero "Hola" es una de las grabaciones más importantes de Los Fabulosos Cadillacs '

## Lista de canciones
1. «Cadillacs» (Vicentico, Flavio Cianciarulo) – 1:24
2. «Demasiada Presión» (Vicentico) – 3:41
3. «El Aguijón» (Vicentico) – 3:22
4. «El Genio del Dub» (Vicentico, Cianciarulo, Fernando Ricciardi, Sergio Rotman) – 4:11
5. «Calaveras y Diablitos» (Cianciarulo) – 3:56
6. «Yo Quiero Morirme Acá» (Vicentico) – 1:57
7. «Carmela» (Ricciardi) – 3:41
8. «Roble» (Vicentico) – 3:29
9. «El Crucero del Amor» (Cianciarulo, Rotman) – 5:37
10. «La Vida» (Cianciarulo) – 3:14
11. «La Marcha del Golazo Solitario» (Angelo Moore, Norwood Fisher, Cianciarulo) – 5:33
12. «El Sátanico Dr. Cadillac» (Vicentico) – 3:55
13. «Mal Bicho» (Cianciarulo) 	– 5:05
14. «Yo No Me Sentaría en Tu Mesa» (Vicentico, Pardo, Rotman) – 3:46

## Créditos
- Vicentico – Voz
- Flavio Cianciarulo – Bajo
- Ariel Minimal – Guitarra
- Mario Siperman – Teclados
- Fernando Ricciardi – Batería
- Daniel Lozano – Trompeta y fliscorno
- Fernando Albareda – trombón
- Gerardo "Toto" Rotblat – percusión
- Sergio Rotman – Saxófon & coros

### Exmiembros
- Vaino Rigozzi – Guitarra
- Luciano Jr. – Percusión, coros
- Naco Goldfinger – Voz

### Invitados
- José Bale – Percusión
- Pablo Puntoriero – Saxófon y flauta
- Gustavo Liamgot – Piano eléctrico y acordeón
- Juan Pablo Quiroga – Coros

## DVD
Un set de dos DVD con el material completo de los conciertos fue lanzado en 2006.